# كلاتة أتعلي (غلامان)
کلاتة أتعلي (بالفارسية: کلاته اتعلی) هي قرية تقع في إيران في قسم غلامان الريفي. يقدر عدد سكانها بـ 305 نسمة بحسب إحصاء 2016.